# Mångtandspolsnäcka
Mångtandspolsnäcka (Macrogastra plicatula) är en snäckart som först beskrevs av Draparnaud 1801.  Mångtandspolsnäcka ingår i släktet Macrogastra, och familjen spolsnäckor. Enligt den finländska rödlistan är arten nära hotad i Finland. Arten är reproducerande i Sverige. Artens livsmiljö är lundskogar.

## Bildgalleri

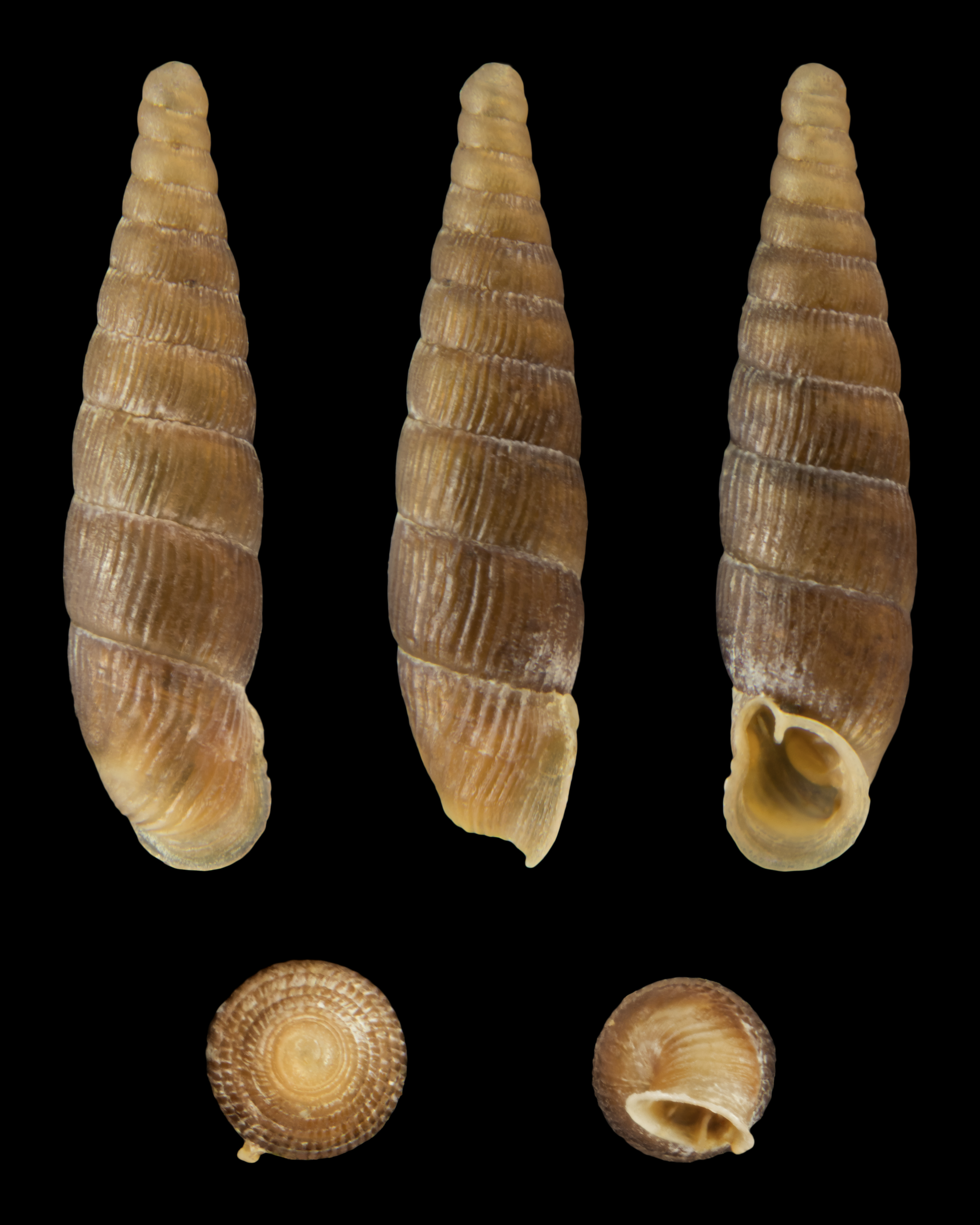
Macrogastra plicatula nana
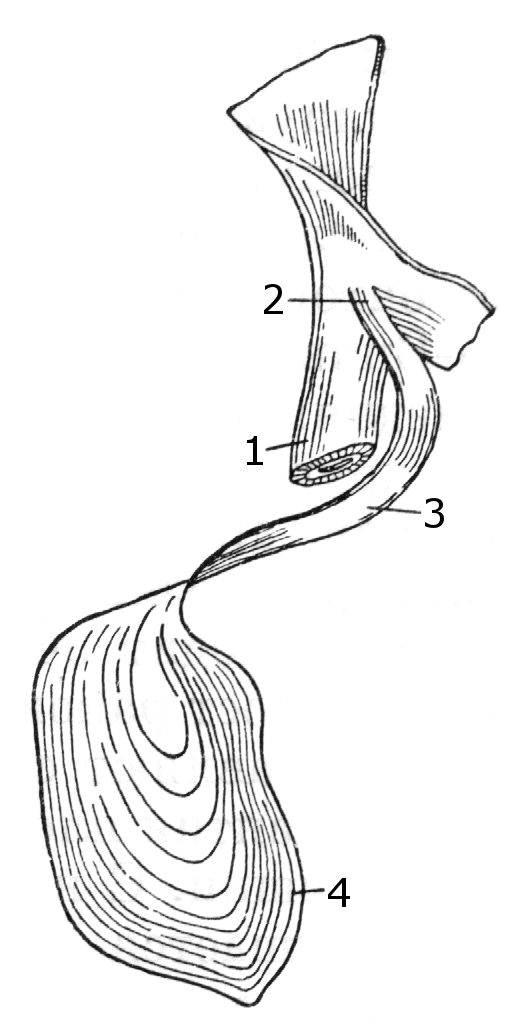
Clausilium